# Верхнеландеховское городское поселение
Верхнела́ндеховское городско́е поселе́ние — муниципальное образование в составе Верхнеландеховского района Ивановской области России. Административный центр — пгт Верхний Ландех.
Главой поселения является Хохлова Татьяна Александровна, главой администрации является Степеннов Виктор Иванович  (недоступная ссылка).

## Географические данные
- Общая площадь: 99,69 км²
- Расположение: центральная часть Верхнеландеховского района
- Граничит:
  - на севере — с Кромским сельским поселением
  - на востоке — с Симаковским сельским поселением
  - на юге и юго-востоке — с Пестяковским районом Ивановской области
  - на западе — с Мытским сельским поселением

## История
Верхнеландеховское городское поселение образовано 25 февраля 2005 года в соответствии с Законом Ивановской области № 38-ОЗ.

## Население
| 2002  | 2010  | 2011  | 2012  | 2013  | 2014  | 2015  |
| ----- | ----- | ----- | ----- | ----- | ----- | ----- |
| 2674  | ↘2548 | ↘2537 | ↘2487 | ↘2420 | ↘2411 | ↘2374 |
| 2016  | 2017  | 2018  | 2019  | 2020  | 2021  |       |
| ↘2297 | ↘2231 | ↘2163 | ↘2143 | ↘2097 | ↘2078 |       |

## Состав городского поселения
| №  | Населённый пункт   | Тип населённого пункта      | Население |
| -- | ------------------ | --------------------------- | --------- |
| 1  | Верхний Ландех     | пгт, административный центр | ↘1633     |
| 2  | Гаринская          | деревня                     | ↘0        |
| 3  | Гороховка          | деревня                     | ↘0        |
| 4  | Данилово           | деревня                     | ↘19       |
| 5  | Затеиха            | деревня                     | ↘0        |
| 6  | Зенино             | деревня                     | ↘6        |
| 7  | Зубята             | деревня                     | ↘22       |
| 8  | Кашарята           | деревня                     | ↘37       |
| 9  | Кислята            | деревня                     | ↘27       |
| 10 | Кормушино          | деревня                     | ↘0        |
| 11 | Косиково           | деревня                     | ↘40       |
| 12 | Крутые             | деревня                     | ↘19       |
| 13 | Малышиха           | деревня                     | ↘2        |
| 14 | Мальяново          | деревня                     | ↘0        |
| 15 | Медвежье           | деревня                     | ↘2        |
| 16 | Мутовино           | деревня                     | ↘8        |
| 17 | Осино              | деревня                     | ↘3        |
| 18 | Перепелино         | деревня                     | ↘34       |
| 19 | Плоскирята         | деревня                     | ↘10       |
| 20 | Погорелка          | деревня                     | ↘5        |
| 21 | Пожастино          | деревня                     | ↘4        |
| 22 | Проселки           | деревня                     | ↘16       |
| 23 | Симанята           | деревня                     | ↘3        |
| 24 | Старая             | деревня                     | ↘4        |
| 25 | Старая Даниловская | деревня                     | 0         |
| 26 | Татьяниха          | деревня                     | ↘22       |
| 27 | Токарево           | деревня                     | ↗216      |
| 28 | Худяково           | деревня                     | ↘6        |
| 29 | Царенково          | деревня                     | ↘2        |
| 30 | Язвицы             | деревня                     | ↘0        |
| 31 | Якутино            | деревня                     | ↘14       |